# Andinsk parakit
Andinsk parakit (Bolborhynchus orbygnesius) är en fågel i familjen västpapegojor inom ordningen papegojfåglar.

## Utbredning och systematik
Fågeln förekommer i Anderna i Peru och västra Bolivia. Den behandlas som monotypisk, det vill säga att den inte delas in i några underarter.

## Status
IUCN kategoriserar arten som livskraftig.

## Namn
Fågelns vetenskapliga artnamn hedrar Alcide Charles Victor Marie Dessalines d’Orbigny (1802-1857), fransk naturforskare, upptäcktsresande och samlare i tropiska Amerika.